# 石川市

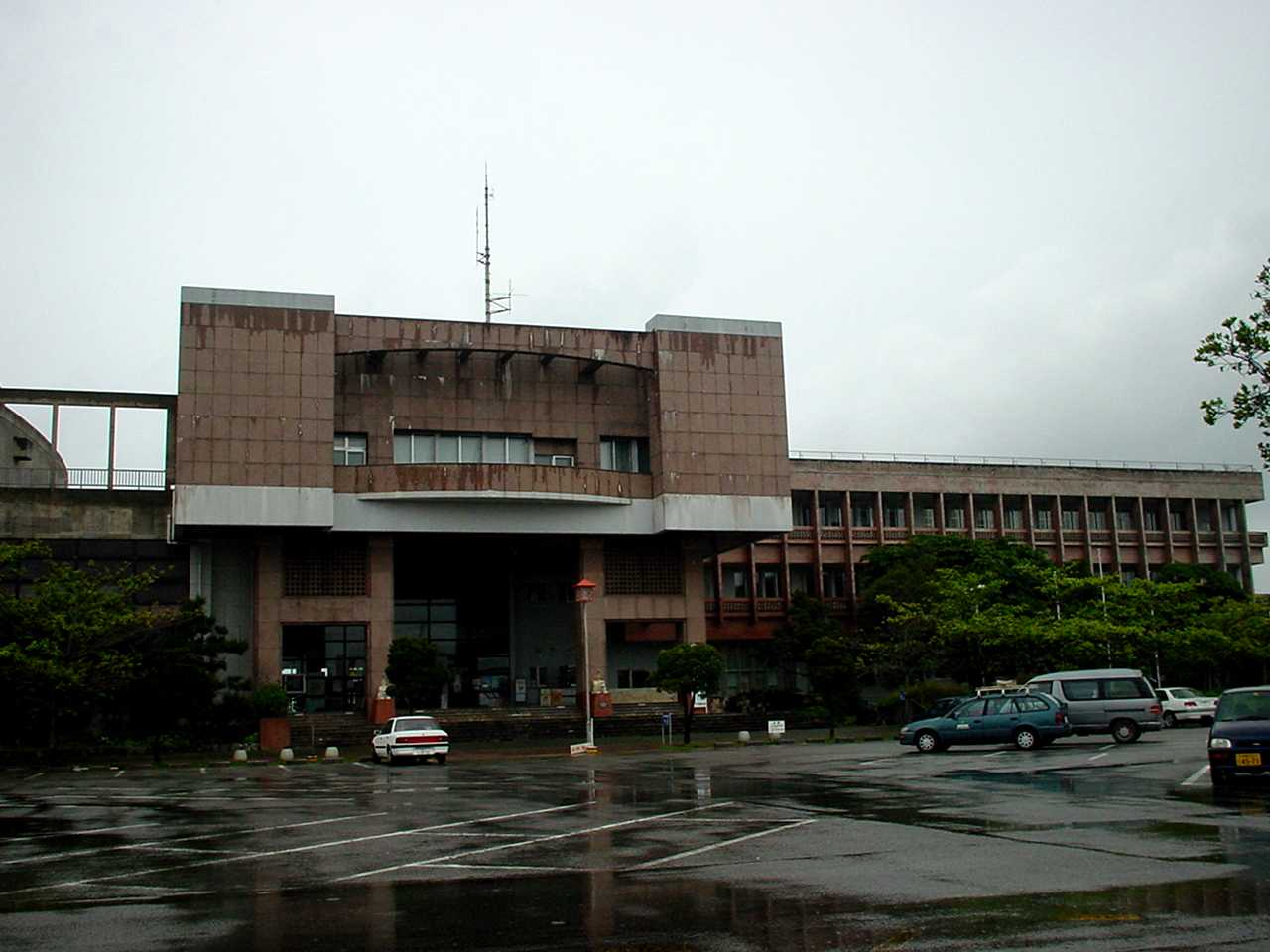
旧・石川市庁舎（現うるま市石川庁舎）

石川市（いしかわし）は、かつて沖縄県に存在していた市。
沖縄戦の終結直後に臨時制度で設けられた市がそのまま残り、1972年の本土復帰でも追認されたという他にない特異な経緯を持った市であった。2005年4月1日に具志川市、中頭郡勝連町、同郡与那城町と合併し、うるま市となったため消滅した。市役所は石崎に置かれ、合併後はうるま市石川庁舎となった。また、今後うるま市石川庁舎は取り壊される予定である。

## 地理
南北に長く伸びる沖縄本島のほぼ中間、最もくびれた部分に位置し、交通の要衝を占めている。
東は金武湾に面し、南東は具志川市（現在のうるま市中心部）、南に沖縄市、西には恩納村、北には金武町の各市町村が隣接していた。

## 地域
- 赤崎（あかさき）1 - 3
- 東山（あがりやま）1・2
- 東山本町（あがりやまもとまち）1・2
- 曙（あけぼの）1 - 3
- 石川（いしかわ）1・2
- 石川（いしかわ）
- 石崎（いしざき）1・2
- 伊波（いは）
- 嘉手苅（かでかる）
- 白浜（しらはま）1・2
- 楚南（そなん）
- 東恩納（ひがしおんな）
- 東恩納崎（ひがしおんなざき）
- 山城（やましろ）

## 歴史
明治以前、石川市地区には石川村・伊波村・嘉手苅村・楚南村・東恩納村・山城村の6つの村があった。この石川六村は当初越来間切に属していたが、後に新設された美里間切に編入された。
戦前までは美里村の一部に過ぎなかったが、沖縄戦終結後は県民の収容所が作られ人口が急増、壊滅した那覇に代わり沖縄の政治の中心となり美里村から切り離されて「石川市」となった。その後も「石川市」は存続し、1972年5月15日の本土復帰で追認されたが、この時点では日本で最も人口の少ない市であった。その後北海道の産炭地が閉山で人口が激減したため「日本で最も人口の少ない市」ではなくなったが、うるま市への合併直前でも人口は約2.2万人と少なかった。
- 1908年4月1日 沖縄及島嶼町村制施行により美里間切が美里村になり、石川六村は美里村内の大字となった。
- 1945年4月 本島中部の西海岸から上陸した米軍は東西の幅がわずか4kmで本島最狭部である恩納村仲泊・美里村石川間を遮断し、南北への進撃を開始する。
- 1945年7月26日 米国海軍将校ウエイン・サトルス大尉から米軍機関紙作りの要請を受け、石川収容所の島清らは「ウルマ新報」を創刊した。後の「琉球新報」である。
- 1945年8月1日 東恩納に「沖縄教科書編集所」が設置された。
- 1945年8月15日 仮行政機関を設立するため各収容所の代表が石川収容所に集められ、米軍将校から終戦の報告を受ける。
- 1945年8月20日 15人が選出され、沖縄諮詢会が発足した。
- 1945年9月20日 地方行政緊急措置要綱に基づき、市議会議員選挙が行われた。
- 1945年9月25日 地方行政緊急措置要綱に基づき、市長選挙が行われた。
- 1945年9月26日 地方行政緊急措置要綱に基づき、石川収容所を基盤として石川市が発足した。なお、石川市は地方行政緊急措置要綱に基づいて設置された市のうち、唯一残ったものである。
- 1946年2月 沖縄諮詢会が東恩納の民家に移転する。
- 1946年4月 東恩納の民家に沖縄民政府が発足し、沖縄諮詢会の志喜屋孝信委員長が沖縄民政府知事に任命された。
- 1946年10月 石川収容所が解散し、沖縄民政府が知念村に移転したため人口が激減する。しかしながら収容所設置により成立した他の12市と異なり石川市のみ存続。
- 1959年6月30日 嘉手納基地所属の戦闘機が宮森小学校に墜落、炎上。17人が死亡し、212人が負傷する大惨事になった（宮森小学校米軍機墜落事故）。
- 1972年5月15日 沖縄の本土復帰。日本の制度下では市としての人口を大幅に下回っていたが、石川市は日本政府により追認される。
- 2005年4月1日 具志川市、中頭郡勝連町、同郡与那城町と合併しうるま市となり消滅。

## 行政

### 歴代市長
特記なき場合『日本の歴代市長 : 市制施行百年の歩み』などによる。
米軍施政下
| 代 | 氏名       | 就任                       | 退任                       | 備考     |
| -- | ---------- | -------------------------- | -------------------------- | -------- |
| 1  | 横田英     | 1945年（昭和20年）9月25日  | 1947年（昭和22年）1月31日  | 辞職     |
| 2  | 東毅       | 1947年（昭和22年）2月1日   | 1948年（昭和23年）2月28日  |          |
| 3  | 瀬良垣宗十 | 1948年（昭和23年）3月1日   | 1949年（昭和24年）12月5日  | 辞職     |
| 4  | 伊良波長幸 | 1949年（昭和24年）12月6日  | 1953年（昭和28年）11月14日 |          |
| 5  | 崎山起松   | 1953年（昭和28年）12月15日 | 1956年（昭和31年）2月16日  | 辞職     |
| 6  | 石新真英   | 1956年（昭和31年）4月5日   | 1958年（昭和33年）8月20日  | 辞職     |
| 7  | 石川長栄   | 1958年（昭和33年）10月11日 | 1966年（昭和41年）10月4日  |          |
| 8  | 平川崇     | 1966年（昭和41年）10月5日  | 1972年（昭和47年）         | 本土復帰 |

公選
| 代 | 氏名     | 就任                      | 退任                      | 備考 |
| -- | -------- | ------------------------- | ------------------------- | ---- |
| 1  | 平川崇   | 1972年（昭和47年）        | 1974年（昭和49年）10月4日 |      |
| 2  | 石川修   | 1974年（昭和49年）10月5日 | 1978年（昭和53年）10月4日 |      |
| 3  | 平川崇   | 1978年（昭和53年）10月5日 | 1998年（平成10年）10月4日 |      |
| 4  | 金城秀吉 | 1998年（平成10年）10月5日 | 2002年（平成14年）10月4日 |      |
| 5  | 平川崇賢 | 2002年（平成14年）10月5日 | 2005年（平成17年）3月31日 | 廃止 |

## 有名人

### 出身有名人
- 知念孝（体操選手バルセロナオリンピック銅メダリスト）
- ピューマ渡久地（プロボクサー）
- 登川誠仁(民謡歌手)- うるま市の項も参照。
- 宝眞榮日也美（女優）

### 出身以外の有名人
- 小那覇舞天(全孝)

出身は現在の今帰仁村。終戦当時の石川の様子を数え唄調に歌った新民謡｢石川小唄｣の作者として知られる。

## 隣接していた自治体
- 沖縄市（1974年3月までコザ市・美里村、前者は1956年6月まで越来村）
- 具志川市（1968年6月まで具志川村、現在のうるま市）
- 金武町（1980年3月まで金武村）
- 恩納村

## 現在のうるま市石川地域
合併後、旧市域の住所は「石川市（字）○○」から旧市名の「石川」が頭につき、「うるま市石川○○」となった。ただし字石川は「うるま市石川」となった。また石川と各町名または集落名の間には字はつかない。

### 交通
道路
- 沖縄自動車道
  - 石川インターチェンジ（1987年10月に那覇まで延伸するまではここが終点だった）
- 国道329号
  - 石川バイパス
- 沖縄県道73号石川仲泊線（主要地方道）
- 沖縄県道75号沖縄石川線（主要地方道）
- 沖縄県道6号線
- 沖縄県道255号石川池原線（石川バイパス開通前の旧国道329号）

路線バス
かつては那覇から沖縄本島中部各地方面の中距離バスはここ石川が終点だったのが多く、琉球バス（現・琉球バス交通）や那覇交通（現・那覇バス）を中心に本数も多かった。また一部は恩納村方面の路線もあった。
石川市内の需要の面から、路線を短縮し石川市内から相次いで撤退。1980年代には琉球バスがバスターミナルを具志川に移転したのに続き、1990年代には那覇交通が本数を縮小させ営業所を沖縄市知花へ移転し（2004年に廃止）、1998年に完全撤退した。その後、琉球バスは那覇交通が撤退した路線を利用者確保のため、沖縄自動車道経由の石川線や北谷町方面の石川北谷線（当初は石川砂辺線）を新設した。
現在は旧市域には琉球バス交通と沖縄バスが運行しており、琉球バス交通は専用駐車場がある。また沖縄自動車道経由の高速バスや空港リムジンバスも運行されている。
- 48番・石川 - 読谷線（沖縄バス）
- 75番・石川北谷線（琉球バス交通）
- 77番・辺野古経由名護東線（沖縄バス）
- 111番・高速バス（琉球バス交通・沖縄バス・那覇バス・東陽バス共同運行）
- 123番・石川空港線（琉球バス交通） 沖縄南IC以南沖縄自動車道経由

### 学校
- 沖縄県立石川高等学校
- うるま市立石川中学校
- うるま市立伊波中学校
- うるま市立宮森小学校
- うるま市立城前小学校
- うるま市立伊波小学校

### 主要施設
現在ある主要施設
- 石川警察署（石川東山本町） 旧市域と恩納村、金武町、宜野座村を管轄
- 沖縄県企業局石川浄水場（石川）
- 沖縄県立石川少年自然の家（石川）
- 沖縄電力石川火力発電所（石川赤崎）
- ビオスの丘（石川嘉手苅）
- ココガーデンリゾートオキナワ（石川伊波）
- 沖縄石川テレビ中継局（石川東山本町）

かつてあった主要施設
- 国立沖縄海上技術学校（かつては沖縄海員学校だったが2001年に改称、2005年に廃校）
- 沖縄県石川保健所（2002年に中部福祉保健所に統合され廃止）